# 雷內·馬格利特
雷內·弗朗索瓦·吉蘭·馬格利特（法語：René François Ghislain Magritte，法語發音：[ʁəne fʁɑ̃swa ɡilɛ̃ maɡʁit]，1898年11月21日—1967年8月15日）是比利時超現實主義畫家，並且因為其超現實主義作品中帶有些許詼諧以及許多引人審思的符號語言而聞名。他的作品對於許多觀察家對於事先設想現實狀況的情況提出挑戰，並且影響今日許多插畫風格。

## 早年
雷內·馬格利特於1898年出生埃諾省莱西讷，他是裁縫暨紡織商人利奥波德·馬格里特（Léopold Magritte）的長子，母親雷吉納·貝爾坦尚（Régina）里賈納在結婚之前則是從事帽子製作工作。童年時候馬格利特一家經常搬家，大約自1910年開始雷內·馬格利特便開始嘗試學習繪畫，但是目前對於其早年生活仍然鮮為人知。不過母親在多年來曾經多次嘗試自殺以結束生命，這逼使得其丈夫利奥波德必須將她關進她自己的臥室監視著。
不過在1912年的某天，馬格利特的母親成功逃脫並且失蹤了好幾天。到了3月12日時她的屍體在附近一英哩左右的桑布爾河被發現，隨後認定是投河自殺但是實際原因不明。據傳當時13歲的馬格利特親眼看見其母親的屍體從水中撈上來，這使得一些說法認為由於當時母親浮屍時被發現時衣飾覆蓋臉部的畫面在他腦海中留下深刻印象，而讓包括1927年至1928年的畫作《愛人》（Les Amants）等作品都常以衣布覆蓋著臉孔作為主要元素。不過雷內·馬格利特本人並不喜歡這個解釋，而近來的研究已經否定這個故事並且認為這說法源自於家庭護士。

## 繪畫

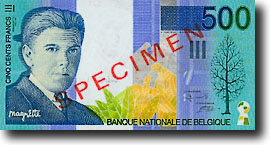
比利時500法郞上的馬格利特肖像

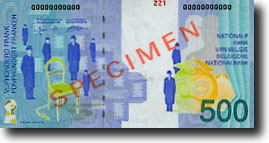
比利時500法郎背面，其中包含了《戈爾禮達》等其畫作元素

### 初期作品
已知最早的雷內·馬格利特畫作大約繪製於1915年，當時他還主要保留印象派風格。1916年至1918年期間，馬格利特則前往位於布魯塞爾的比利時皇家美術學院跟隨康斯坦特·蒙塔尔學習，但是就學兩年後馬格利特發現該處十分平淡。自1919年到1922年期間他的畫作開始受到尚·梅金傑的未來主義和立體主義影響，同時自1918年開始他也對於大他10歲的義大利畫家喬治·德·基里科其超現實主義風格感到興趣，而這時期其作品大部分作品都有出現裸女元素。
1922年他與童年玩伴若爾熱特·貝爾熱結婚，其中兩人早在1913年時便已經認識。1920年12月至1921年9月期間，馬格利特曾經在駐紮於利奧波德斯布爾格附近的比利時陸軍服役。而在1922年至1933年期間他則曾經於壁紙工廠擔任工程繪圖人員，負責花紋設計以及海報暨廣告設計等工作。一直到1926年以後，他與在位於布魯塞爾新成立的人馬畫廊（Galerie Le Centaure）簽下合約後，開始從事全職的繪畫工作，

### 全職畫家
並於同年畫成《迷失的騎師》（Le jockey perdu），為第一幅超現實主義作品。並在1927年在布魯塞爾舉行首次的個人畫展，但遭到大量侮辱性的批評。這次失敗使他感到鬱悶，於是在1927年到1930年間，他移居巴黎。在這期間，他認識了安德烈·布勒东，並加入了超現實主義者的行列，大量的創造出具有神秘語意的迷人畫作，同時也為許多時裝海報或樂譜封面進行商業平面設計，1936年他的作品曾到美利堅合眾國紐約展出，後來又在1965年現代藝術博物館、1992年大都會藝術博物館舉行回顧展。
人馬畫廊在1929年年末關閉，馬格利特因此在次年返回布魯塞爾，繼續設計廣告。他和兄弟保羅一起成立了一家公司，賺取微薄收入。1932年，他加入了共產黨。
1936年夏，他參加了倫敦國際超現實主義展（International Surrealist Exhibition），經由薩爾瓦多·達利介紹，結識愛德華·詹姆斯。馬格利特在倫敦待了五周，期間就住在詹姆斯家。詹姆斯委託他畫三幅畫來裝飾自己家。 1937年1月，詹姆斯再次邀請馬格利特前往倫敦，請馬格利特在他家住一到兩個月來完成委託的作品。2月，馬格利特抵達倫敦。他在倫敦待了五周，期間詹姆斯把他介紹給了亨利·摩爾和罗伯托·马塔。1938年1月，馬格利特又寫信給詹姆斯，提出對方可以以每年100鎊的價格僱他畫畫。詹姆斯沒接受這個條件，但後來還是買過幾幅馬格利特的作品。在隨後的戰爭年月，二人也仍然保持通信。

### 二戰結束
在納粹德國佔領比利時王國期間，他堅持留在布魯塞爾，因而與安德烈決裂。在這段時期，他放棄在作品中展現野蠻主義和超現實主義，後來又恢復了。他的画风变化不大，但也有稍许改变，例如1943年-1944年的“雷诺阿时期”和1947年—1948年的“野兽派风格时期”等。
晚年他定居在比利時布鲁塞爾。1967年8月15日因胰臟癌病逝，死後葬在蘇哈比公墓（Schaerbeek Cemetery）。
自1960年代起，馬格列特的作品引起公眾的高度興趣，更影響普普藝術、簡約主義及概念主義。在2005年，他被列舉為「最伟大比利時人」瓦隆大區的第九位，在弗拉芒大區的第十八位。

## 家庭
他和妻子若爾熱特·貝爾熱在1922年6月結婚。若爾熱特·貝爾熱是沙勒罗瓦一名屠夫的女兒，13歲時和馬格利特相識，那時馬格利特也只有15歲。他們第二次見面已是七年之後的1920年，地點為布魯塞爾。若爾熱特·貝爾熱當時是馬格利特的模特。1936年，馬格利特和年輕的表演藝術家塞拉·萊格（Sheila Legge，1911 – 1949)）發生婚外情，他找來朋友保羅·科林特（Paul Colinet）幫他打掩護，但是科林特反而和貝爾熱產生了感情。馬格利特和貝爾熱直到1940年才和解。

## 特色
他最有代表性的超現實主義畫作為一幅寫有「你看到的不是煙斗」的煙斗畫作。創作於1929年，名為《形象的叛逆》。此畫經常被用來解釋超現實主義的觀點，並用於書籍和教學上。此外後世的學者認為他母親的投水自殺對他心理有很大的影響，此點可由他許多關於破碎的女體及包覆布匹的頭像畫作看出。

## 影響
Google全球首页于2008年11月21日将Logo改为雷内·马格利特风格的图片（由戈尔孔达和《人子》混合制作而成），以纪念他110岁冥诞。他是一个完美的、技巧纯熟的人 ，他通常画一系列常见的物品，但这些物品在不同寻常的背景下有了新的含义。他也只画一个不同的苹果，但又用一个小标题否定它。

## 博物馆

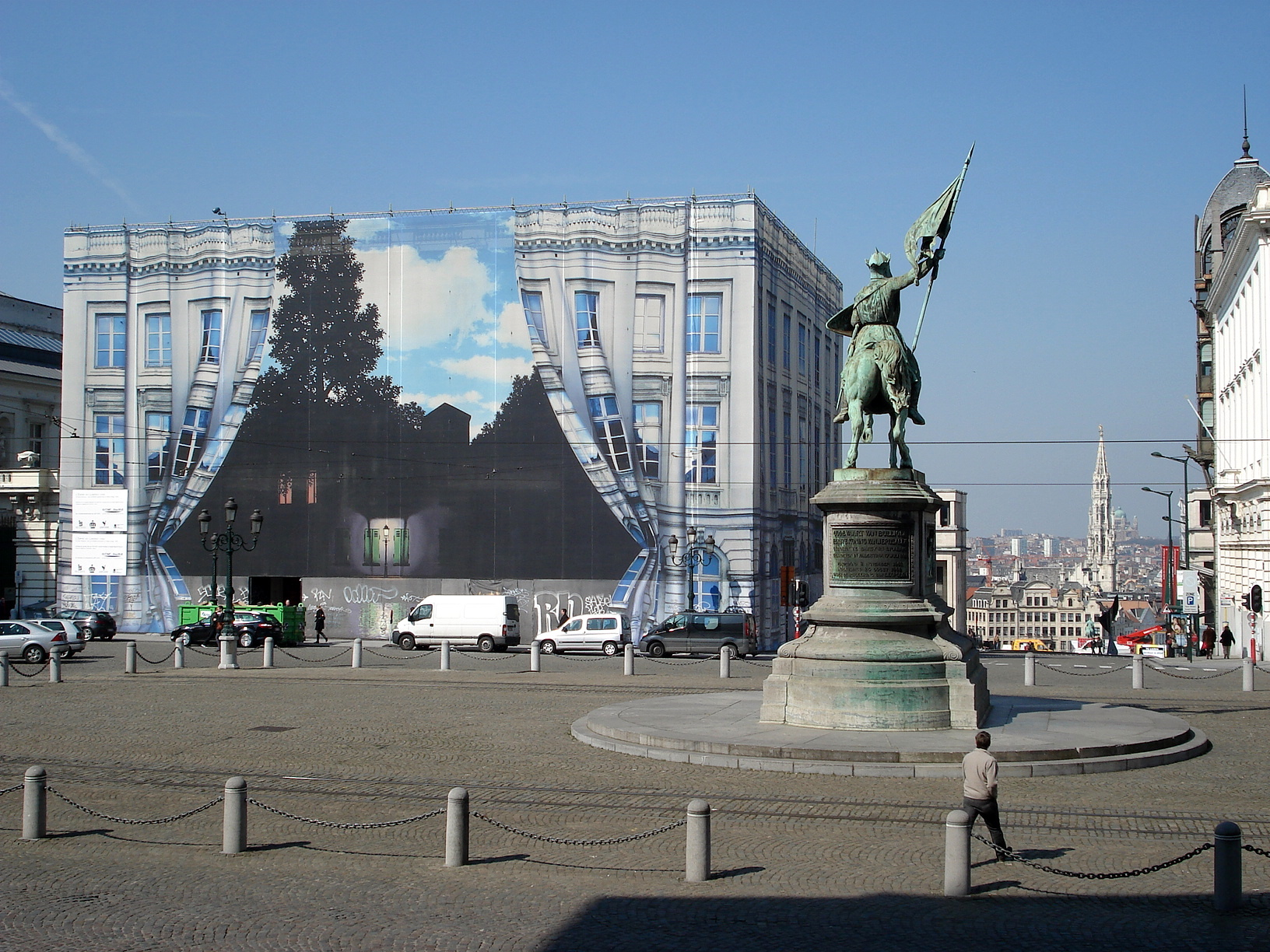
馬格利特博物館

馬格里特博物館是位於比利時布魯塞爾皇家廣場上的博物館，以展出馬格利特等超現實主義作品為主的博物館。
雷內·馬格利特博物館位於布魯塞爾熱特，是畫家及其妻子在1930年至1954年間的居所。博物館以畫家的生涯為主。

## 外部連結
- 馬格里特基金會 （页面存档备份，存于）（英文）（法文）
- 马格里特博物馆 （页面存档备份，存于）
- Musée Magritte Museum （页面存档备份，存于）
- Patricia Allmer, "La Reproduction Interdite: René Magritte and Forgery" in Papers of Surrealism, Issue 5, Spring 2007.
- René Magritte （页面存档备份，存于）